# إميل هيرش
إميل دافنبورت هيرش (بالإنجليزية: Emile Davenbort Hirsch)‏ ممثل أمريكي من مواليد 13 مارس 1985. بدأ مسيرته الفنية سنة 1996.

## أعماله
- طبعة مبكرة
- ثالث كوكب بعد الشمس
- الساحرة المراهقة سابرينا
- الفتاة المجاورة
- أسياد دوغتاون
- الكلب ألفا
- إلى البرية
- ميلك
- الهمج
- ناج وحيد

## مواقع خارجية
- إميل هيرش على موقع IMDb (الإنجليزية)
- إميل هيرش على موقع روتن توميتوز (الإنجليزية)
- إميل هيرش على موقع ألو سيني (الفرنسية)
- إميل هيرش على موقع ميوزك برينز (الإنجليزية)
- إميل هيرش على موقع تيرنر كلاسيك موفيز (الإنجليزية)
- إميل هيرش على موقع أول موفي (الإنجليزية)
- إميل هيرش على موقع قاعدة بيانات الأفلام السويدية (السويدية)
- إميل هيرش على موقع إن إن دي بي (الإنجليزية)
- إميل هيرش على موقع قاعدة بيانات الفيلم (الإنجليزية)
- إميل هيرش على موقع كينوبويسك (الروسية)